# Manny Ayulo
Manny Ayulo (n. 20 octombrie 1921 - d. 16 mai 1955) a fost un pilot de curse auto american care a evoluat în Campionatul Mondial de Formula 1 între anii 1951 și 1954.
1. ↑   http://en.espn.co.uk/f1/motorsport/driver/535.html Lipsește sau este vid: |title= (ajutor)
2. ↑  Find a Grave